# Toledo (Paraná)
Toledo ist ein brasilianisches Munizip im Westen des Bundesstaats Paraná. Es hatte 2021 geschätzt 144.601 Einwohner, die sich Toledaner (portugiesisch: toledano) nennen. Seine Fläche beträgt 1.198 km². Es liegt 563 Meter über dem Meeresspiegel.

## Etymologie
Der Name Toledo stammt vom Rio Toledo, einem kleinen Nebenfluss des Rio São Francisco Verdadeiro. Nach Berichten von Pionieren erhielt dieser Fluss seinen Namen viele Jahre vor der Besiedlung der Stadt. Damals gab es in der Region Lagerplätze für die Erva-Mate-Pflücker. Die Teeblätter wurden an diesen Pousos gesammelt, um später zu den Booten gebracht zu werden, mit denen sie über den Rio Paraná nach Argentinien transportiert wurden. Daraus entstanden auch Rasthäuser für Tropeiros und andere Reisende. Aufzeichnungen aus den Jahren 1905 und 1906 belegen einen Pouso Toledo, dessen Betreiber den Familiennamen Toledo trug.
Als die Errichtung des Munizips anstand, wurden den Bürgern drei Namen zur Auswahl vorgeschlagen: Toledo, Cristo Rei und Brasiléia. Die Bevölkerung entschied, den eingeführten Namen beizubehalten.  

## Geschichte

### Besiedlung
Am 27. März 1946 kamen die ersten Pioniere aus Caxias do Sul in Rio Grande do Sul per Lastwagen an. Sie begannen mit dem Bau von Häusern in diesem Gebiet, das damals zum Território Federal do Iguaçu gehörte. Toledo wurde zu einem schnell wachsenden Kolonisationsprojekt im Inneren des Munizips Foz do Iguaçu. Der Erfolg beruhte auf der Holzgewinnung und dem Verkauf von Land an Menschen aus Rio Grande do Sul und Santa Catarina.
Die Entwicklung der heutigen Stadt Toledo ist eng mit der Industrial Madeireira e Colonizadora Rio Paraná S.A. (MARIPÁ) verbunden. Im Jahr 1949 wurde mit den Erkundungsarbeiten begonnen, um die schon ansässige Bevölkerung zu erfassen. Im Jahr 1950 intensivierten sich die Grundstücksverhandlungen, und es wurden im Einflussbereich des Unternehmens mehrere Siedlungskerne gegründet. Der Erfolg des Unternehmens war so groß, dass im April 1951 bereits alle städtischen und ländlichen Grundstücke verkauft waren.

### Erhebung zum Munizip
Toledo wurde durch das Staatsgesetz Nr. 790 vom 14. November 1951 aus Foz do Iguaçu ausgegliedert und in den Rang eines Munizips erhoben. Es wurde am 14. Dezember 1952 als Munizip installiert.

## Geografie

### Fläche und Lage
Toledo liegt auf dem Terceiro Planalto Paranaense (der Dritten oder Guarapuava-Hochebene von Paraná). Seine Fläche beträgt 1198 km². Es liegt auf einer Höhe von 563 Metern.
Toledo liegt in der Metropolregion Toledo und ist deren Hauptort. Die Entfernung zur östlich gelegenen Hauptstadt Curitiba beträgt 460 km Luftlinie, über die BR-277 sind es 540 km. Etwa 60 km westlich verläuft die Staatsgrenze zu Paraguay, die hier durch den Rio Paraná gebildet wird.

### Vegetation
Das Biom von Toledo ist Mata Atlântica.

### Klima
Das Klima ist gemäßigt warm. Es werden hohe Niederschlagsmengen verzeichnet (1835 mm pro Jahr). Im Jahresdurchschnitt liegt die Temperatur bei 21,0 °C. Die Klimaklassifikation nach Köppen und Geiger lautet Cfa.

### Gewässer
Toledo liegt im Einzugsgebiet des Rio Paraná. Der Rio Toledo durchfließt die Stadt von Ost nach West bis zu seiner Mündung in den Rio São Francisco Verdadeiro. Dieser verläuft von Ost nach West und begrenzt zusammen mit seinem linken Nebenfluss Rio Santa Quitéria das Munizipgebiet im Süden. Entlang der nördlichen Grenze fließt der Arroio Guaçu.

### Straßen
Toledo liegt an der BR-163 (gemeinsam geführt mit der BR-467). Als Rodovia Doutor Ernesto dall Óglio führt sie im Nordwesten nach Guaíra, als Rodovia José Neves Formigheri nach Cascavel im Südosten. Nach Süden kommt man über die PR-182 in Richtung Foz do Iguaçu. Diese führt im Norden nach Palotina. Die PR-317 stellt die Verbindung nach Assis Chateaubriand her.

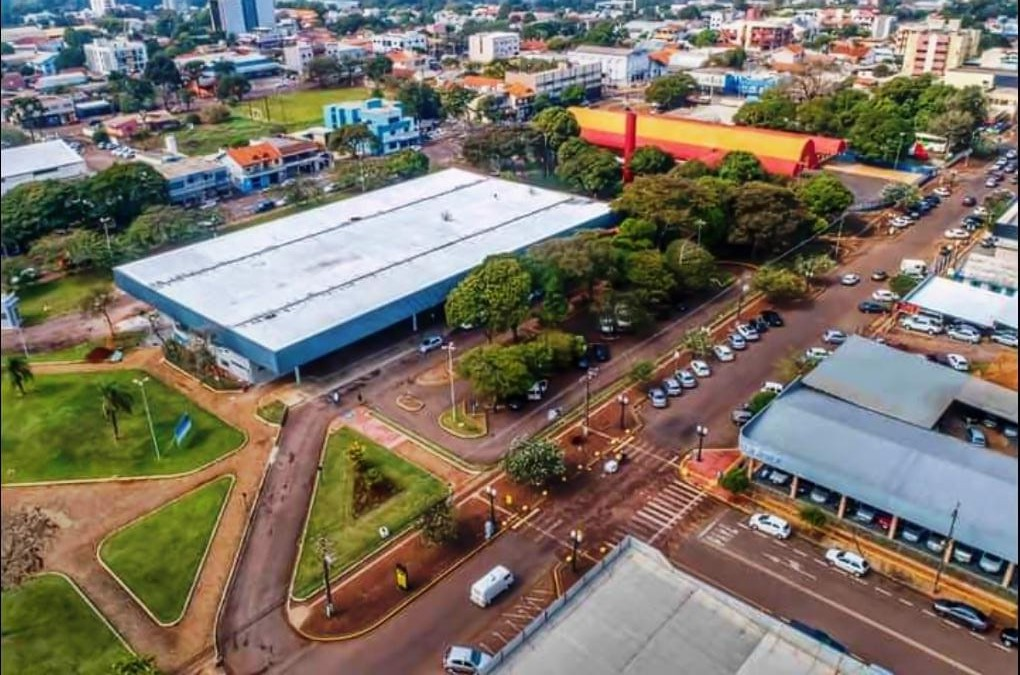
Terminal Rodorivário Alcido Leonardi in Toledo

Der Omnibusbahnhof Terminal Rodoviário Alcido Leonardi befindet sich an der Avenida Parigot de Souza. Von hier aus kann man São Paulo in knapp zwölf Stunden Busfahrt erreichen.

### Historischer Peabiru-Weg
Durch Toledo verlief seit vorkolumbischen Zeiten eine Nebenstrecke des Peabiru-Wegs vom Atlantik nach Peru. Diese ging vom Mittellauf des Paranapanema bei Jardim Olinda in südwestlicher Richtung nach Santa Catarina und durchquerte das Gebiet von Toledo. Nach der Zerstörung der Reduktionen, die die Jesuiten im heutigen Paraná zum Schutz der Ureinwohner eingerichtet hatten, geriet der Weg in Vergessenheit.

### Nachbarmunizipien
| Marechal Cândido Rondon, Nova Santa Rosa und Quatro Pontes | Maripá                                      | Assis Chateaubriand und Tupãssi    |
| Ouro Verde do Oeste.                                       | Kompassrose, die auf Nachbargemeinden zeigt |                                    |
| São Pedro do Iguaçu                                        |                                             | Cascavel und Santa Tereza do Oeste |

## Stadtverwaltung
Bürgermeister: Luis Adalberto Beto Lunitti Pagnussatt, MDB (2021–2024)
Vizebürgermeister: Ademar Lineu Dorfschmidt, Cidadania (2021–2024)

## Munizipgliederung
Das Munizip Toledo gliedert sich in 10 Distrikte:
1. Toledo (Sitz oder Sede)
2. Concórdia do Oeste
3. Dez de Maio
4. Dois Irmãos
5. Novo Sarandi
6. Novo Sobradinho
7. São Luiz do Oeste
8. São Miguel
9. Vila Ipiranga
10. Vila Nova

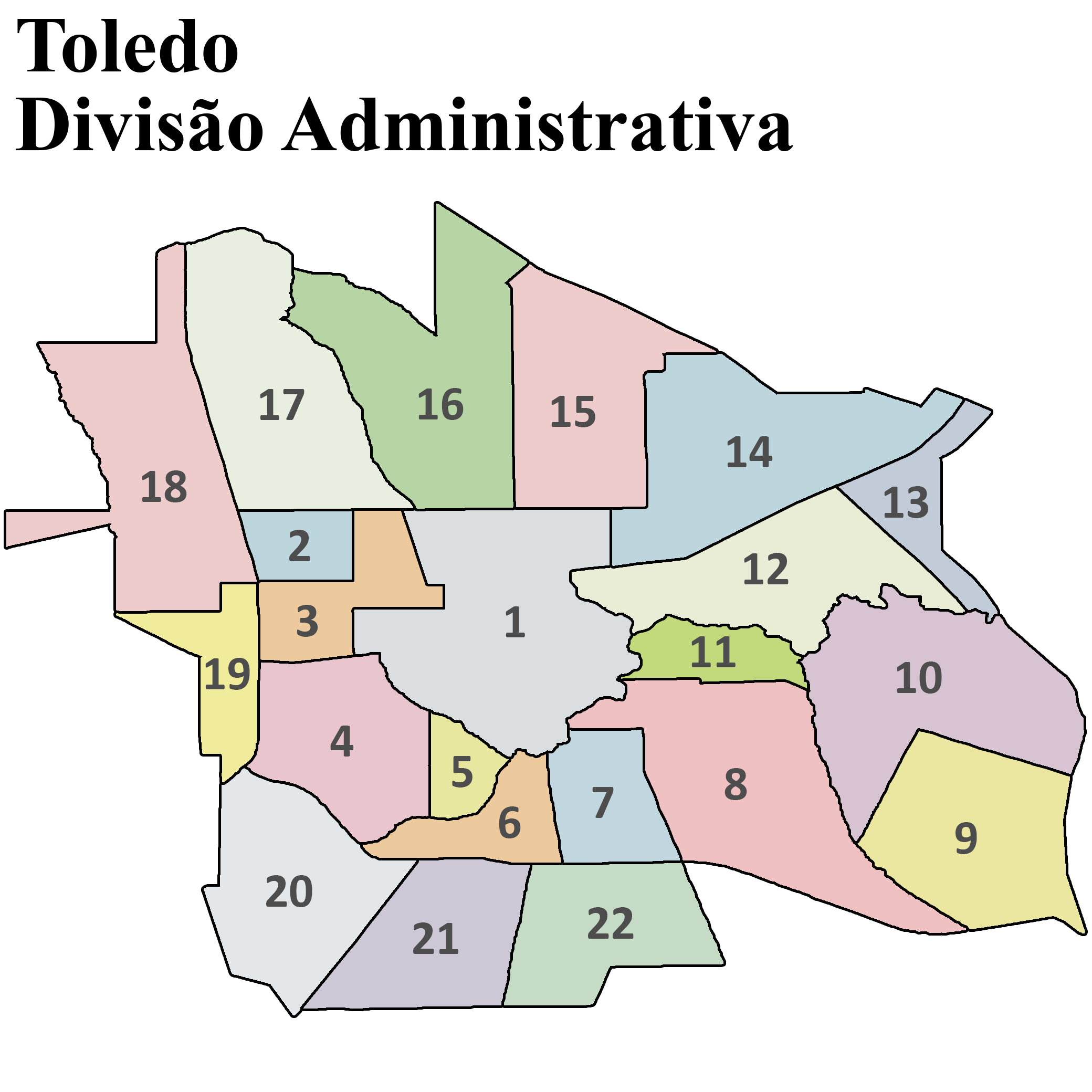
Bairros von Toledo

Das Stadtgebiet hat folgende 22 bairros (Stadtteile):
1. Centro
2. Jardim Santa Maria
3. Jardim La Salle
4. Jardim Pancera
5. Jardim Parizotto
6. Jardim Bressan
7. Sadia
8. Vila Pioneiro
9. Pinheirinho
10. Jardim Europa/América
11. Vila Operária
12. Jardim Concórdia
13. Jardim Independência
14. Jardim Porto Alegre
15. Jardim Gisela
16. Vila Industrial
17. Tocantins
18. Jardim Coopagro
19. Vila Becker
20. Cerâmica Prata
21. São Francisco
22. Vila Panorama

## Demografie

### Bevölkerungsentwicklung
| Jahr | Einwohner | Stadt | Land |
| ---- | --------- | ----- | ---- |
| 1960 | 24.959    | 24 %  | 76 % |
| 1970 | 68.885    | 22 %  | 78 % |
| 1980 | 81.287    | 53 %  | 47 % |
| 1991 | 94.879    | 76 %  | 24 % |
| 2000 | 98.200    | 87 %  | 13 % |
| 2010 | 119.313   | 91 %  | 9 %  |
| 2021 | 144.601   |       |      |

Quelle: IBGE, bis 2010: Volkszählungen und für 2021: Schätzung

### Ethnische Zusammensetzung
| Gruppe * | 1991    | 2000    | 2010    | wer sich als …                                                                   |
| --- | ------- | ------- | ------- | -------------------------------------------------------------------------------- |
| Weiße | 76,0 %  | 78,7 %  | 69,2 %  | weiß bezeichnet                                                                  |
| Schwarze | 1,6 %   | 2,7 %   | 2,9 %   | schwarz bezeichnet                                                               |
| Gelbe | 0,5 %   | 0,7 %   | 0,9 %   | von fernöstlicher Herkunft wie japanisch, chinesisch, koreanisch etc. bezeichnet |
| Braune | 21,8 %  | 17,5 %  | 27,0 %  | braun oder als Mischung aus mehreren Gruppen bezeichnet                          |
| Indigene | 0,1 %   | 0,3 %   | 0,0 %   | Ureinwohner oder Indio bezeichnet                                                |
| ohne Angabe | 0,0 %   | 0,2 %   | 0,0 %   |                                                                                  |
| Gesamt | 100,0 % | 100,0 % | 100,0 % |                                                                                  |
| *) Anmerkung: Das IBGE verwendet für Volkszählungen ausschließlich diese fünf Gruppen. Es verzichtet bewusst auf Erläuterungen. Die Zugehörigkeit wird vom Einwohner selbst festgelegt. |         |         |         |                                                                                  |

Quelle: IBGE (Stand: 1991, 2000 und 2010)

## Religionen

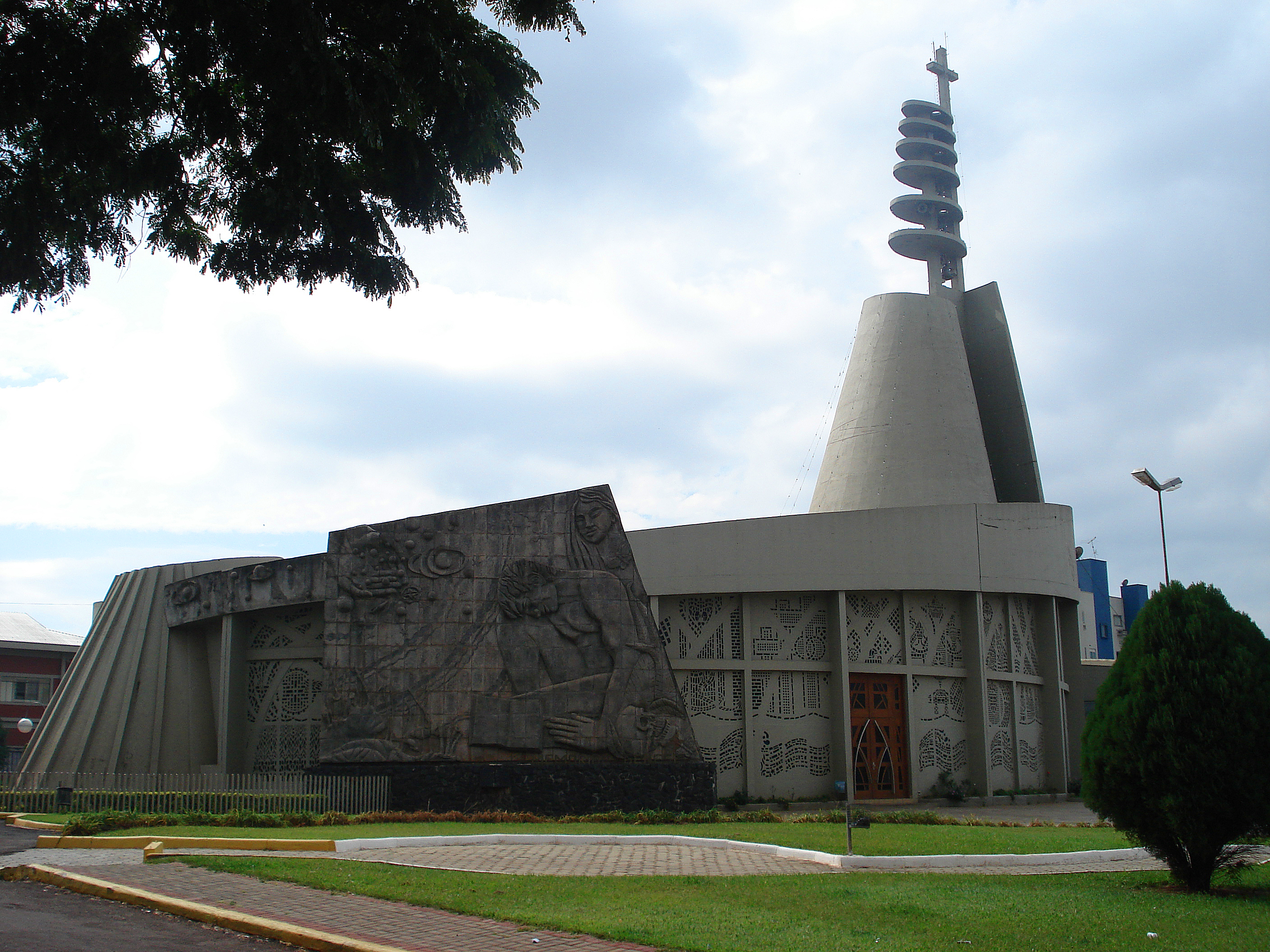
Kathedrale Cristo Rei des Bistums Toledo

Im Jahr 1959 wurde in der Stadt das römisch-katholische Bistum Toledo (Brasilien) errichtet. Seine Kathedrale Cristo Rei (Christkönig) wurde 1975 bis 1985 in einem zehnjährigen Bauprojekt errichtet. Die Kathedrale ist in brutalistischem Stil gehalten, bei dem Sichtbeton im Vordergrund steht. Die in die Betonwände eingearbeiteten Glasfenster, die den Raum umgeben, erzählen historische Fakten aus der Bibel und den Weg Christi.
Die Bevölkerung gehört zu 62 % der Römisch-katholischen Kirche an. Ein Sechstel der Menschen sind evangelisch, wobei 9 % sich zur Pfingstbewegung bekennen.
| Religion              | 2010    |         |
| --------------------- | ------- | ------- |
| Römisch-Katholisch    | 89.033  | 61,6 %  |
| Pfingstbewegung       | 12.327  | 8,5 %   |
| Baptisten             | 1.229   | 0,8 %   |
| Methodisten           | 114     | 0,1 %   |
| Presbyterianer        | 446     | 0,3 %   |
| Adventisten           | 588     | 0,4 %   |
| Lutheraner            | 3.820   | 2,6 %   |
| Evangelische sonstige | 4.767   | 3,3 %   |
| Zeugen Jehovas        | 791     | 0,5 %   |
| Buddhismus            | 129     | 0,1 %   |
| Islam                 | 13      | 0,0 %   |
| Spiritismus           | 738     | 0,5 %   |
| Weitere               | 27.445  | 19,0 %  |
| ohne Religion         | 3.912   | 2,7 %   |
|                       | 144.601 | 100,0 % |

## Kultur und Sehenswürdigkeiten

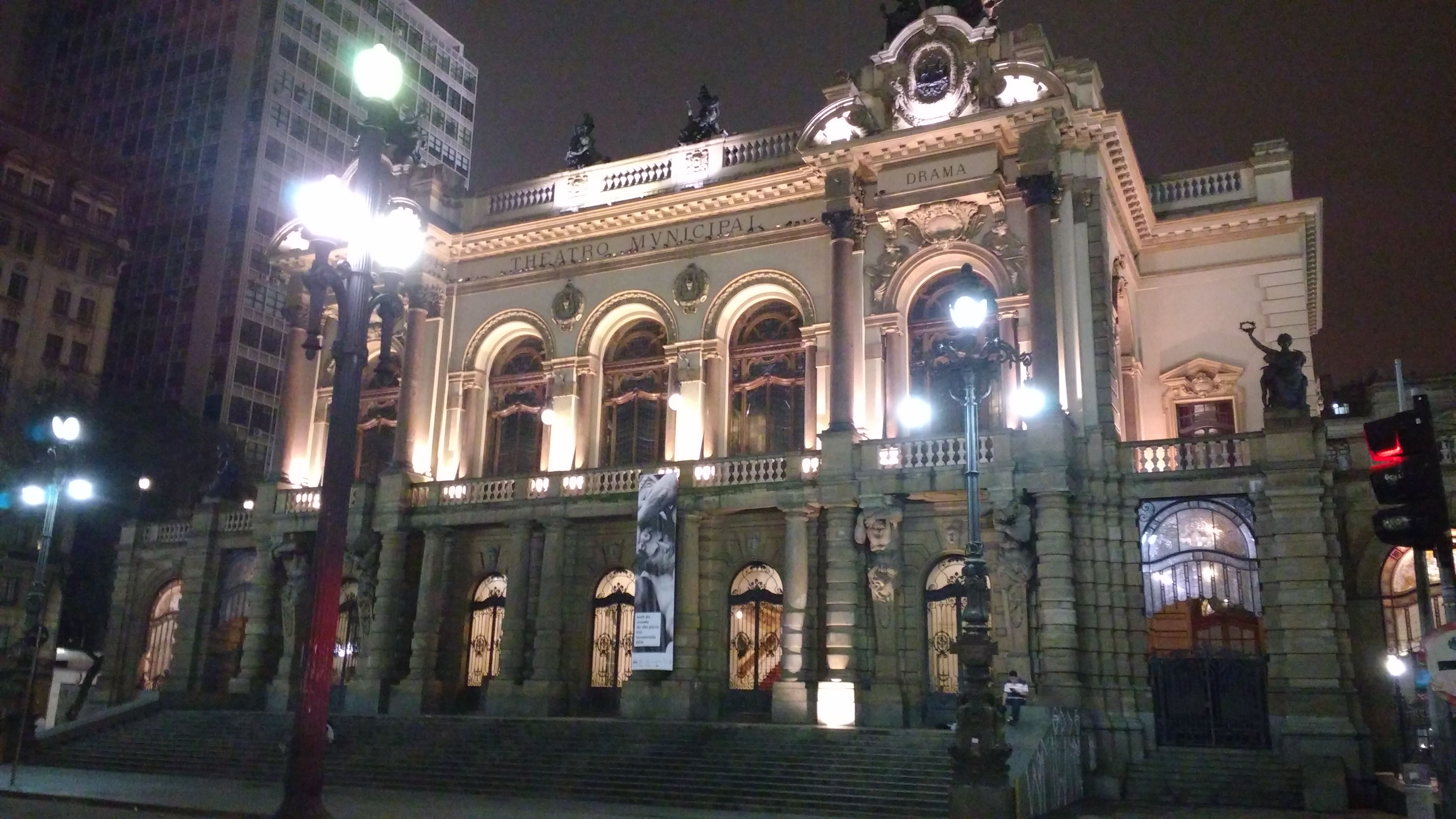
Städtisches Theater in Toledo

### Kulturelle Einrichtungen
- Teatro Municipal: Das Stadttheater wurde am 26. November 1999 eingeweiht. Es ist das drittgrößte öffentliche Theater im Bundesstaat Paraná mit 1022 Plätzen.
- Museu Histórico Willy Barth: Das 1984 fertiggestellte historische Museum hat die Aufgabe, die Geschichte der Kolonisierung der Stadt und der Region darzustellen und zu bewahren.
- Casa da Cultura: Das Haus der Kultur wurde am 4. Dezember 1976 eröffnet. Es war das erste seiner Art im Bundesstaat Paraná.
- Biblioteca: Die Stadtbibliothek wurde am 12. Dezember 1960 gegründet.

### Kongresszentrum

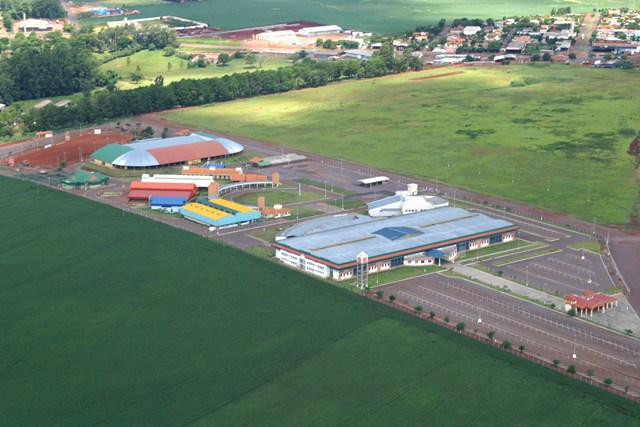
Kongress- und Veranstaltungszentrum Ismael Sperafico

Das Centro de Convenções e Eventos Ismael Sperafico verfügt über einen Pavillon für Industrie-, Handels- und Dienstleistungsausstellungen, ein Gastronomiezentrum mit Küchen und Grillplätzen, eine Rodeo-Arena mit einer Kapazität von ca. 8.000 Personen, einen Landwirtschaftskomplex mit 11 Pavillons für Rinder, Milchkühe, Pferde und Schweine, ein Reitzentrum, einen Versteigerungspavillon, ein Betreuungszentrum für Kleintiere, ein Schulungszentrum, einen speziellen Ort für Gesundheitskontrollen und den Sitz des Hauses des Landwirts.
Auf dem 33.000 m² großen Gelände finden jedes Jahr große Handels- und Landwirtschaftsmessen statt, wie die Shopping Fair und die Expo Toledo.

### Parks

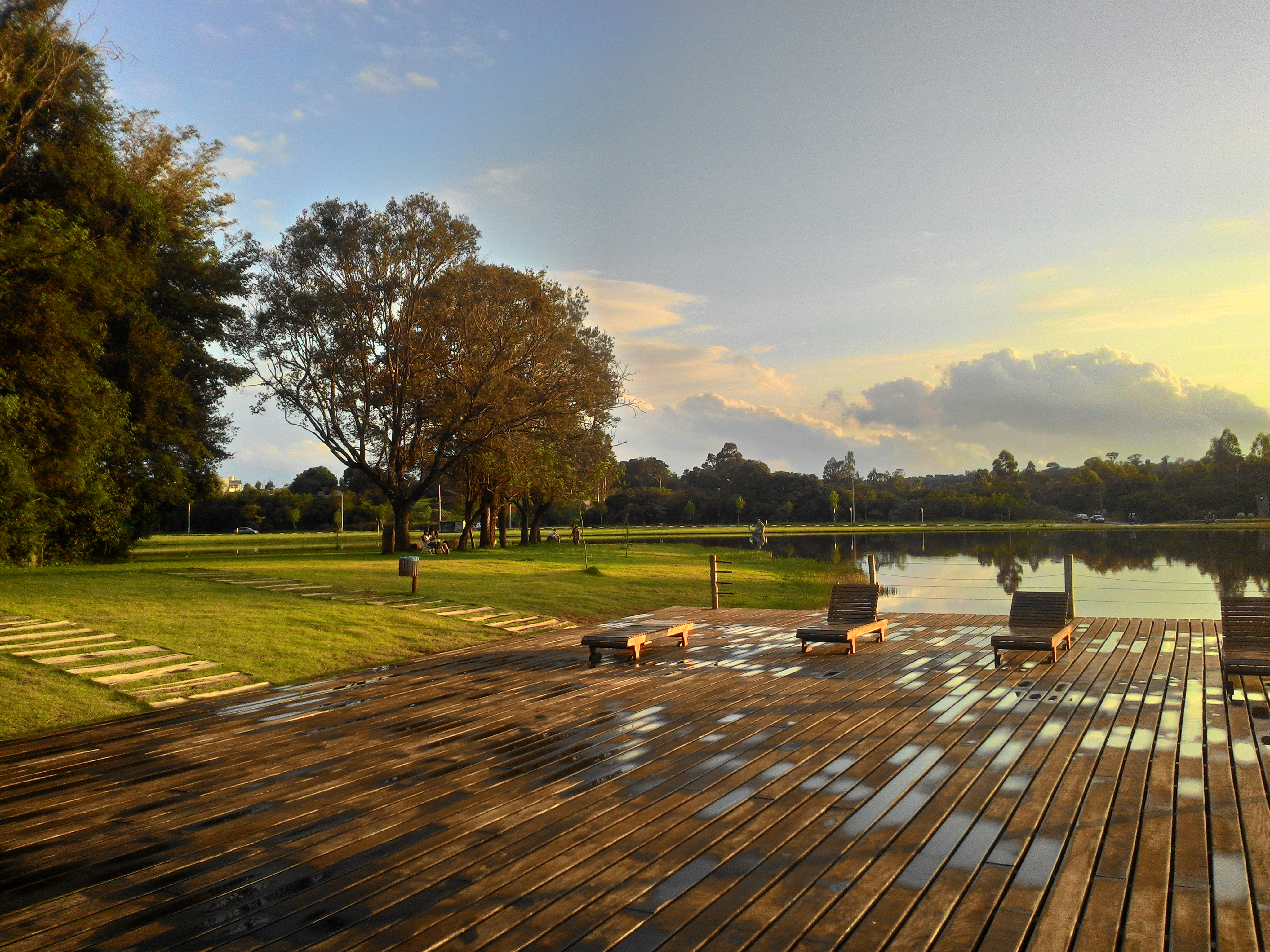
Parque do Povo (Volkspark) in Toledo

- Parque do Povo (Volkspark) in ToledoParque do Povo - Luiz Cláudio Hoffmann

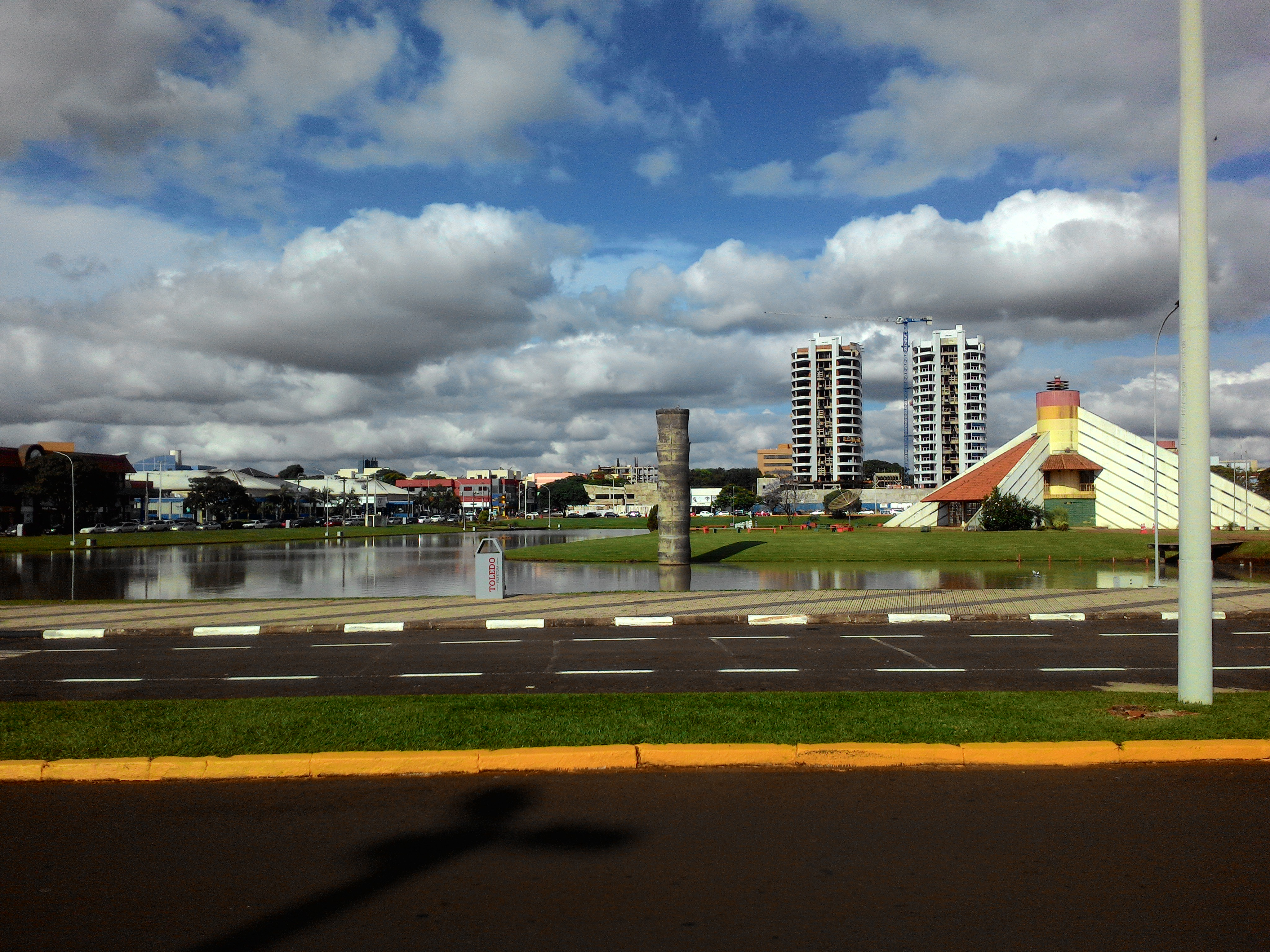
Lago Municipal im Parque Ecológico Diva Paim Barth von Toledo

- Parque dos Pioneiros

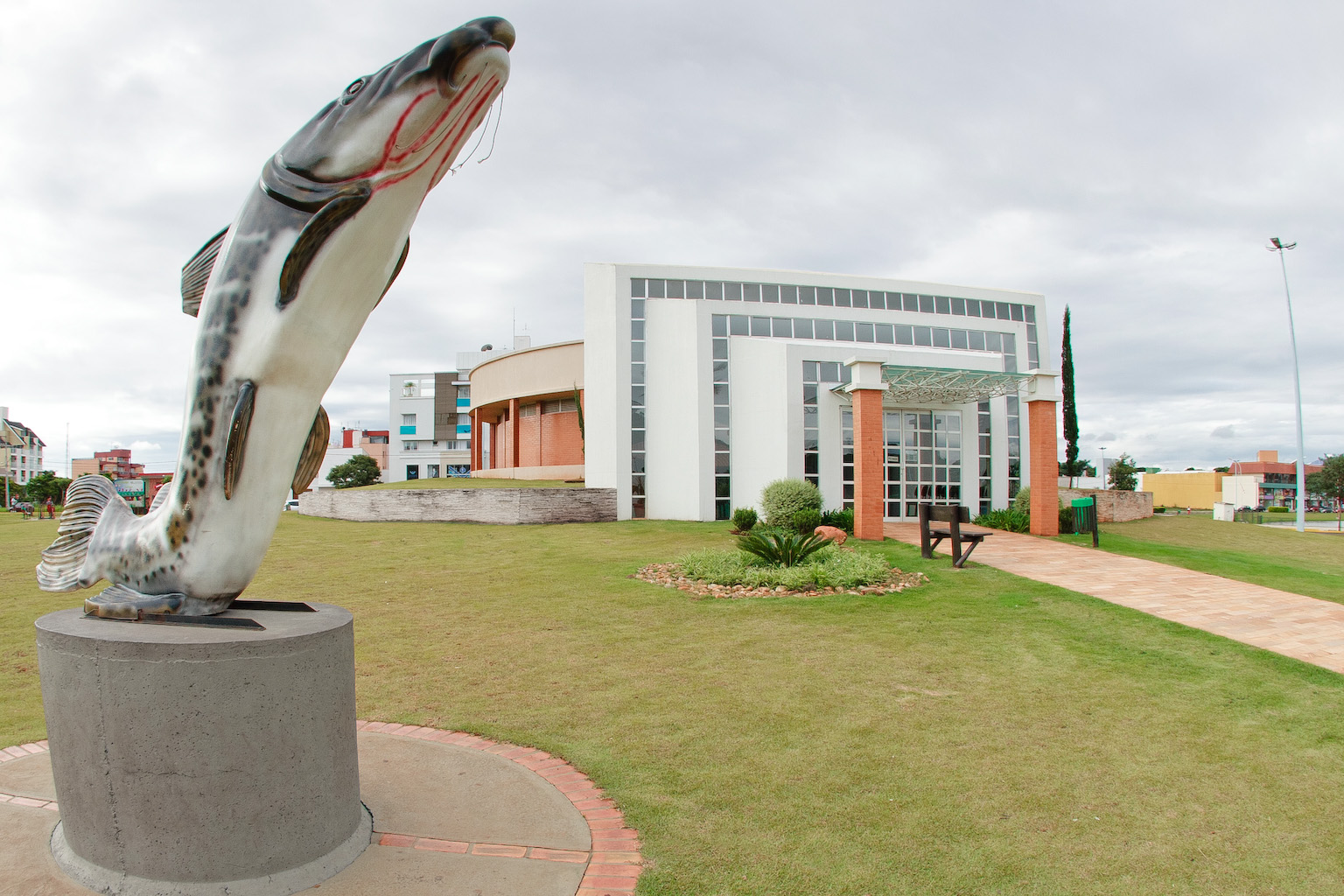
Aquarium Dr. Rômolo Martinelli

- Lago Municipal im Parque Ecológico Diva Paim Barth von ToledoAquarium Dr. Rômolo MartinelliParque Ecológico Diva Paim Barth mit dem Aquário Municipal Dr. Rômolo Martinelli und dem Jardim Zoobotânico de Toledo - Parque das Aves (deutsch: Zoologisch-botanischer Garten mit Vogelpark)
- Parque Linear Sanga Panambi
- Parque Temático das Águas

### Messen und Ausstellungen
- Expo Toledo
- Feira Shopping: Konsumentenmesse
- Feira de Máquinas, Automação e Indústria (FEMAI): Maschinen-, Automations- und Industrie-Messe

### Gastronomische Feste
Toledo bietet eine Vielzahl von Gerichten auf der Grundlage typischer lokaler landwirtschaftlicher Produkte wie Schweinefleisch, Rindfleisch, Geflügel, Fisch sowie Obst und Gemüse. Es gibt eine Reihe von Genussfesten:
- Festa Nacional do Porco no Rolete: Das Festival ist eines der großen gastronomischen Ereignisse Brasiliens und findet seit 1974 statt. Die Veranstaltung ging aus einem Wettbewerb um das schmackhafteste Rezept für Schweine-Spießbraten
- Concórdia Fest: Das Fest findet im Distrikt Concórdia do Oeste statt. Das Hauptgericht ist entbeintes Schweinefleischmit Maniok, Speck und Käse. Dort finden auch Kunsthandwerkerausstellungen statt
- Festa do Leitão na Estufa: Das Spanferkelfest findet im Distrikt Vila Nova statt, dessen wirtschaftliche Grundlage die Schweinezucht ist
- Festa do Frango: Das Hähnchenfest findet im Distrikt Dez de Maio statt
- Bruderfest: Ein typisch deutsches Fest im Distrikt Dois Irmãos, das die von den Pionieren übernommenen deutschen mit Speisen, Musik, Trachten und Bier pflegt
- Ipirangafest: Ein Volksfest im Distrikt Vila Ipiranga zur Förderung der lokalen Wirtschaft, insbesondere der Schweinezucht
- Michel´sFest: Im Distrikt São Miguel wird anlässlich des Todestags des Schutzpatrons ein Festmahl veranstaltet, bei dem man als Hauptgericht geschmorte Rippchen verzehrt
- Festa da Ovelha e Costelão Fogo de Chão: gastronomische und religiöse Veranstaltung im Distrikt São Luiz do Oeste zum Tag der Siedler und LKW-Fahrer, bei dem Hammelfleisch und Schweinerippchen am Lagerfeuer gegrillt werden
- Festa do Milho: im Weiler Bom Princípio wird mit einer Vielzahl von Maisgerichten gefeiert
- Festa do Leitão à Sarandi: Seit 1996 wird das Spanferkelfest gefeiert
- Festa do Peru Assado e Recheado:Seit 2001 wird im Weiler Cerro da Lola immer am letzten Sonntag im Januar das Truthahnfest begangen
- Festa do Leitão à Jardim (antigo Leitão à Italiana): Das jährliche Spanferkelfest findet meist im Oktober in der Pfarrei Menino Deus im Bairro Jardim Porto Alegre statt. Das Hauptgericht ist Spanferkel mit Polenta und Speck gefüllt.

## Bildung
Toledo hat mehrere Gymnasien (portugiesisch: Colégios), davon sind vier Privatschulen:
- Colégio Alfa mit der Escola Intentus
- Colégio La Salle
- Colégio Incomar
- Fundação Educacional de Toledo (Funet).

Toledo ist Standort einer Reihe von Hochschulen:
- Universidade Tecnológica Federal do Paraná (UTFPR)
- Universidade Federal do Paraná (UFPR)
- Universidade Estadual do Oeste do Paraná (UNIOESTE)
- Pontifícia Universidade Católica do Paraná (PUC-PR)
- Centro Universitário Fundação Assis Gurgacz (FAG)
- Universidade Paranaense (UNIPAR)
- Universidade Norte do Paraná (UNOPAR).[16]

## Wirtschaft

### Landwirtschaft und Nahrungsmittelproduktion
Toledo ist ein Zentrum der Agrar- und Ernährungswirtschaft.

### Industrie
In Toledo sind mehrere große brasilianische Firmen angesiedelt wie zum Beispiel der Pharmakonzern Prati-Donaduzzi mit Hauptsitz in Toledo. Der Lebensmittelhersteller Sadia stellt in einer Fabrik Fleischwaren her. In der Avenida Parigot de Souza, einer der großen Verkehrsadern von Toledo, sind außerdem mehrere Autohäuser angesiedelt. Dazu gehören die in Brasilien weit verbreiteten Marken Fiat, Chevrolet und VW, aber auch Hyundai, Renault und Ford.

### Handel
Einkaufsmöglichkeiten bieten das Shopping-Center Panambi. Es ist nach dem Bach benannt, der in der Stadtmitte entspringt und den Lago Municipal speist. In der Avenida Maripa sind viele kleine Geschäfte aus allen Branchen, aber auch das gesamte Stadtzentrum rund um die Kathedrale verfügt über viele Einzelhändler.

### Kennzahlen
Mit einem Bruttoinlandsprodukt pro Einwohner von 44.016,71 R$ (rund 9.800 €) lag Toledo 2019 an 54. Stelle der 399 Munizipien Paranás.
Sein hoher Index der menschlichen Entwicklung von 0,768 (2010) setzte es auf den 9. Platz der paranaischen Munizipien.

## Söhne und Töchter der Stadt
- Ademir Roque Kaefer (* 1960), Fußballspieler
- Henrique Aparecido De Lima (* 1964), römisch-katholischer Bischof
- Alexandre Sperafico (* 1974), Automobilrennfahrer
- Marcelo Pletsch (* 1976), Fußballspieler
- Ricardo Sperafico (* 1979), Automobilrennfahrer
- Rodrigo Sperafico (* 1979), Automobilrennfahrer (Zwillingsbruder von Ricardo)
- Rogério Campos Nicolau (* 1988), Fußballspieler